# Nicolás Galatro
Nicolás Martín Galatro (Olivos, 16 dicembre 1974) è un ex rugbista a 15 argentino, in carriera terza linea ala di Olivos e Duendes in patria e di Amatori Catania e Petrarca (con cui ha vinto uno scudetto) in Italia.

## Biografia
Formatosi nell'Olivos di Buenos Aires seguendo le orme del padre, rugbista al Pueyrredón, fu campione argentino nel 2002 con la provincia dell'URBA e in quello stesso anno si trasferì in Italia alla Lazio&Primavera; a seguire fu all'Amatori Catania.
Nel 2006, a 31 anni, passò al Petrarca in cui ebbe i suoi migliori risultati sportivi: dopo due finali di Coppa Italia perse, nel 2007-08 contro Parma e nel 2009-10 contro GUF Treviso, vinse da capitano il campionato 2010-11, 24 anni dopo l'ultimo scudetto padovano; alla data della conquista del titolo aveva già annunciato la decisione di tornare in Argentina; scartata l'opzione Buenos Aires, nella cui provincia era nato, si trasferì al Duendes di Rosario in cui sua moglie, Bárbara Imhoff, aveva giocato come hockeista e in cui il padre, José Luis e il fratello Juan Imhoff si formarono rugbisticamente prima di diventare giocatori internazionali per l'Argentina.
Con il Duendes vinse nel 2011 il Torneo del Litoral e l'anno successivo, con la selezione provinciale di Rosario, giunse alla finale del campionato nazionale perdendo contro Córdoba.
A maggio 2015 giunse la decisione di ritirarsi a 40 anni compiuti da pochi mesi.

## Palmarès
- Campionati italiani: 1
Petrarca: 2010-11
- Campionati argentini: 1
Buenos Aires: 2002